# USS 보이저
USS 보이저(USS Voyager, NCC-74656)는 미국의 SF TV 드라마 스타 트렉 보이저 시리즈에 나오는 주된 배경의 우주선이다.
보이저는 인트레피드급 스타쉽으로서, 배수량 70만 톤, 길이 344 m, 승무원 150명, 2371년에 진수되었다. 승무원 수 150명으로만 보면, 2010년 기준으로 대한민국의 배수량 2천톤급 울산급 호위함과 규모가 같다. 보이저함의 함장은 여자인 캐서린 제인웨이 대령이며, 부함장은 차코테 소령이다. 최고 속도는 워프 9.975이다.

## 장교
아래의 데이터는 2378년까지 활동한 값이다. 2409년에는, 투박 소장이 지휘하게 된다.
1. 함장 : 캐서린 제인웨이 (대령 2371 ~ 2378, 보그 드론 2377, 중장 2379 ~[1], 제독(평행 현실) 2404)
2. 부함장 : 차코테 (중령 2371 ~ 2378) (몇 안 되는 마퀴(Maquis) 소속 생존자)
3. 보안/전술 장교 : 투박 (대위 2371 ~ 2374, 소령 2374 ~ 2378, 소장 2409 ~) (벌컨)
4. 조타수 : 톰 패리스 (대위 2371 ~ 2375, 2375 ~ 2378, 소위 2375)
5. 기관실장 : 벨레나 토레스 (대위 2371 ~ 2378) (1/2 클링온, 1/2 인간, 마퀴 소속)
6. 오퍼레이션 장교 : 해리 김 (소위 2371 ~ 2378, 나이팅게일호 임시 함장 2378, USS 로드 아일랜드 함장(평행 현실) 2404)
7. 의료 장교 : 닥터 (2371 ~ 2378) (홀로그램, EMH 마크 I)
  1. 간호 실장 : 케스 (2371 ~ 2374) (자기 원자 분해됨. 스피시즈 8472와 유일하게 교신 가능.)
8. 천문 장교 : 세븐 오브 나인 (보그 드론 2356 ~ 2374, 승무원 2374 ~ 2378) (2356년 보그로 동화, 2374년 보그 정신체와의 연결 끊김)
9. 요리사/함내 대사 : 닐릭스 (2371 ~ 2378) (7/8 탈렉스인, 1/8 마일린)

다음 목록은 USS 보이저를 지휘할 수 있는 장교의 목록이다.
1. 캐서린 제인웨이 대령 : 최우선 순위이다.
2. 차코테 소령 : 캐서린 제인웨이가 없을 때 지휘한다.
3. 톰 패리스 대위와 투박 소령 : 차코테가 함교에 없거나 다른 업무로 인해 부득이 함교에 없을 때 지휘한다.
4. 해리 김 소위와 세븐 오브 나인, 닐릭스, 닥터 : 톰 패리스와 투박마저 차코테와 같은 이유로 없을 때 지휘한다.

## 같이 보기
- USS 엔터프라이즈 (NCC-1701-D) - 2363년 진수, 쟝 룩 피카드 함장, 길이 642.5 m, 승무원 430명, 2371년 파괴
- USS 엔터프라이즈 (NCC-1701-E) - 2372년 진수, 쟝 룩 피카드 함장, 배수량 325만 톤, 길이 685.7 m, 승무원 430명
- USS 보이저 (NCC-74656) - 2371년 진수, 캐서린 제인웨이 함장, 배수량 70만 톤, 길이 344 m, 승무원 150명